# Pseudocrossidium revolutum
Pseudocrossidium revolutum (deutsch Zurückgerolltes Scheinfransenmoos) ist eine Laubmoos-Art aus der Familie Pottiaceae. Ein Synonym ist Barbula revoluta Brid.

## Merkmale
Pseudocrossidium revolutum bildet frischgrüne bis hellgrüne, innen bräunliche, dichte und niedere Polsterrasen. Die bis wenig über 1 Zentimeter hohen Sprosse sind wenig verzweigt und feucht starr aufrecht abstehend beblättert. Trocken sind die Blätter eingebogen und spiralig gedreht. Sie sind lanzettlich bis zungenförmig, stumpf oder mit kurzem, abgesetztem Spitzchen versehen, die Blattränder von unten bis oben stark zurückgerollt. Die kräftige Blattrippe endet in der Blattspitze oder tritt kurz aus. Die Blattzellen sind unten rechteckig und glatt, oben rundlich quadratisch, dicht papillös und 7 bis 10 Mikrometer groß. Die eilängliche und aufrechte Sporenkapsel auf der unten roten und oben gelben Seta besitzt lange und spiralig gewundene Peristomzähne. Der Kapseldeckel ist lang geschnäbelt. Eine vegetative Vermehrung erfolgt durch mehrzellige ellipsoidische, in den Blattachseln gebildete Brutkörper.

## Standortansprüche
Die Art ist wärmeliebend und besiedelt kalkhaltiges Gestein und Mauern, weiters kalkhaltige Erde, besonders in Lücken von Trockenrasen. Häufige Begleitmoose sind Didymodon acutus, Didymodon rigidulus, Didymodon vinealis, Grimmia pulvinata, Orthotrichum anomalum, Schistidium apocarpum und Tortula muralis.

## Verbreitung
Das Moos hat seine Hauptverbreitung im Hügelland und in unteren bis mittleren Gebirgslagen, maximal bis in eine Höhe von 900 Meter ansteigend. Im Tiefland ist es sehr selten. Die Häufigkeit in Deutschland wird als mäßig häufig angegeben. In Europa ist es besonders im westlichen, zentralen und südlichen Teil verbreitet. Weitere Vorkommen befinden sich in Mittel- und Südwestasien, in Nordamerika, in Nord- und Südafrika.